# 直観
直観（ちょっかん、英語: intuition）とは、知識の持ち主が熟知している知の領域で持つ、推論、類推など論理操作を差し挾まない直接的かつ即時的な認識の形式である。
なお、日本語の直観（ちょっかん）は、仏教用語の「प्रज्ञा（プラジュニャー、般若）」の訳語の一つである直観智に由来する。直観智は分析的な理解である分別智に対する直接的かつ本質的な理解を指し、無分別智とも呼ばれる。また、整理整頓などでも洞察力や判断力よりも直観を必要とされることが多い。

## 概要
直感といえば感覚的に物事を感じとることで勘（で答える）のような日常会話での用語を指すが、これに対して直観は「合理的かつ分析的な思考の結果に概念化された知識の実体が論理的に介在する（すなわち思考や、概念という仲介物が知識の持ち主と対象の間に論理的に置かれる）ようなすべての知識の形式」と異なっている。
パースの言うアブダクションという仮説形成の操作にも直観作業が用いられていると考えられている。この場合、経験や知識と前提への理解が無意識に落とし込められるほど強い場合、意識せずとも正しい認識に至ること。
簡潔に言えば直観というものを完全否定していたパースでさえ自らの考え方に直観の能力を使っていたということである。
アントニオ・ダマシオのソマティック・マーカー仮説において説明される、内臓感覚としての情報の展開・操作・認識も直観の一部と言える。
直観は本能とは異なっている。本能は必ずしも経験的な要素を必要としない。直観的な基礎による見解を持つ人間は、その見解に至った理由を即座に完全には説明できないかもしれない。しかしながら、人間は時間をかければ、その直観が有効である理由をより組織化して説明するべく論理の繋がりを構築することで、直観を合理的に説明できることもある。
付け加えるならば直観を前提として具体的な問題を正しく説明したり解決に導くためには多くの「経験」「知識」「理解」が必要でもある。

## 意思決定における直観
心理学において、直観は問題の有効な解決方法を知り、意思決定を行う能力を含んでいる。例を挙げれば、認識主導意思決定(Recognition Primed Decision、RPD)モデルは、ゲイリー・クレインにより、人間がいかにして、選択肢を比較検討することなしに、迅速な意思決定を下しうるのかということを説明するために導入されたモデルである。ゲイリー・クレインは、時間の制限が厳しく、また判断がもたらす結果の影響が大きい状況においては、専門家は経験を元に過去の同様の状況を短時間に判別し、可能な解決方法を直観で導出することを発見した。より具体的には、RPDモデルは直観と分析を混合した三つのバリエーションからなるモデルである。直観は、パターン照合に基づき状況を認識し、解決方法を素早く導出するために用いられる（RPDモデルのバリエーション1）。それに対し、分析は、二つのケースで利用される。一つは、直観で十分な状況判断ができなかった場合に、新たな特徴を調査し、それを用いてストーリ組み立てて解釈するケースである（RPDモデルのバリエーション2）。また、解決方法を直観的に導出することができなかった場合には、解決手順を心の中で組み立てるメンタル・シミュレーションにおいて分析的な手法が用いられる（RPDモデルのバリエーション3）。
対象を分析するための重要な直観的手法としては、ブレーンストーミングがある。
一般的に、しばしば直観は第六感として受け止められる。明らかに人間の内部では数多くの無意識の過程が発生しており、それらの無意識の信号が充分に強くなれば、意識として経験される。例を挙げれば、暗い路地を歩いている女性は、突然に何かがおかしいと感じるかもしれない。彼女の直観が、危険の可能性について警告を発するぐらいに強くなったためである。直観に貢献する情報は、人間が気にも留めない周囲の環境の差異に対する、ほとんど無自覚的な観察から得られる。

## 西洋哲学における直観
西洋哲学(philosophy)において、直観（Intuition)は直感と区別された用語である。一方で直感は、感覚的に物事を瞬時に感じとることであり、「勘で答える」のような日常会話での用語を指す。他方で、直観は五感的感覚も科学的推理も用いず直接に対象やその本質を捉える認識能力を指し、認識論上の用語として用いられる。第六感という表現は、ほぼ後者を指す。その混同は注意されることが一般的だが、特に（排中律）論理志向の強い研究者のなかにはこだわらない者もいる。
真理のように見えるが、我々の直観を破るような状況はパラドックスと呼ばれる（パラドックスとは論理的自己矛盾でもある）。例えば、誕生日のパラドックスがある。
イマヌエル・カントの哲学では、直観は基本的な認識能力のひとつであり、曖昧に知覚と呼ばれているものと同義である。われわれすべての精神が、空間の形相においては外的直観を与え、時間の形相においては内的直観（記憶、思考）を与えるのであると、カントは考えた。
すべての数学の知識は、直観の純粋な形式についての知識であるとするカントの主張に由来するのが、数理哲学における直観主義である。
直観主義論理は、反実在論と同じく、数学に関する直観主義を提供するために、アレン・ハイティング （Arend Heyting） やルイツェン・ブロウエル、最近ではマイケル・ダメットにより考案・推進されてきた論理学のクラスである。これらの論理学の特徴は、排中律を退けていることである。結果としてこれらの論理学は、選言的三段論法や背理法のような規則の大部分を受け入れていない。

## 認知科学における直観
認知心理学者エリザベス・スペルクによれば、生まれたばかりの赤ん坊でも物体が宙に浮いているのを見たとき、それが地面に置いてあるときよりも長く見つめる。つまりそれが注意を向けるに値する出来事であると「知って」いる。また教育を受けた大学生であっても、単純な物理問題に正答できないことがある（例えばC型の筒から打ち出された球はどのような動きをするか？）。このように生まれながらにして持っており、学習や経験の影響を受けにくい物理の理解能力を認知科学ではIntuitive physics（直観物理学）と呼ぶ。
同様に人類学者スコット・アトランは生物に関する初歩的な知識が十分な学習や経験を経ない幼い子どもにも備わっていることを論じた。このような性質はIntuitive biology（直観生物学）と呼ばれる。心理学者デイビッド・プレマックは人間を含む類人猿に、他者にも心があり自分とは異なる意思や欲求を持っている事を推論できる能力が備わっていると指摘した。この性質をIntuitive psychology（直観心理学、素朴心理学）、あるいは心の理論と呼ぶ。
また、人間は、道徳的感情を直観として持っているとの意見もある。これらは、直観道徳と呼ばれる。（道徳の認知科学を参照のこと。）
これらは総称して直観的推論と呼ばれることもある。それぞれが独立した進化的過程を通して形作られ、独立した神経構造あるいは心のモジュールを持っており、遺伝的で、学習や経験の影響を受けにくいと考えられている（進化心理学の立場）。この意味で認知科学における直観は、より本能に近いと考えることができる。

## その他
- 直観は、数学的思考による問題解決に関しては、驚くほど高度な思考スキルである[1]。
- 直観は、技術の習熟度が上がるにつれ人間は専門的知識より直観的理解に頼るとするドレイファス兄弟の技術習得モデルの、もっとも高度な形式である。
- 直観は、速やかな解決策をもたらすものではない。一晩の睡眠は、しばしば直観の手助けとなる。ロシアの古い格言にいわく、「朝は夜よりも多くの事を知っている」。
- 直観型は、マイヤーズ・ブリッグスのタイプ分類法の四つの主軸の内の一つである。

## 参照
- Medical intuitive(en)